# 1710 Broadway
1710 Broadway ist ein in Bau befindlicher Wolkenkratzer in Manhattan in New York City, Vereinigte Staaten. Er wird nach seiner 2027 geplanten Eröffnung ein von RIU Hotels & Resorts betriebenes Hotel mit 673 Zimmer beherbergen.

## Beschreibung
Der Hotelturm befindet sich in Midtown Manhattan an der Nordostecke Broadway und West 54th Street. Direkte Nachbarn sind das Hotel „Dream Midtown“ von Hyatt und das Apartmenthaus „The Albemarle“. Gegenüber steht der 230 Meter hohe Wolkenkratzer 1717 Broadway mit den beiden Marriott-Hotels „Residence Inn New York Manhattan/Central Park“ und „Courtyard New York Manhattan/Central Park“. Vier Blocks nördlich befinden sich der Central Park und der Colombus Circle.
RIU Hotels & Resorts hat im Oktober 2023 das Baugrundstück mit dem darauf befindlichen sechsstöckigen Büro- und ehemaligen Ford-Ausstellungsgebäude für 173 Millionen US-Dollar von Extell Development Company erworben. Extell plante hier zuvor einen etwa 60-stöckigen bis zu 300 m hohen Wohnwolkenkratzer. Die Bauarbeiten für das von den Moss Architects entworfene Hotel begannen Mitte 2024 mit dem Abriss des alten Gebäudes und den Arbeiten am Fundament Ende 2024. Der Wolkenkratzer wird ein mehrstöckiges Podium und eine Reihe flacher Rücksprünge haben, die zu einer flachen Brüstung führen. Das Podium ist über dem Eckeingang von hellgrauen Metallpaneelen und großen Glasflächen umgeben und verfügt über eine hohe Werbetafel an der schmaleren Südseite. Der Turm darüber verfügt über dunkelgraue Paneele und ein Raster aus quadratischen Fenstern. Das Hotelgebäude wird eine Höhe von 192,9 m (633 Fuß) erreichen und 54 Stockwerke besitzen, die 673 Gästezimmer und zwei Restaurants mit insgesamt 300 Plätzen beherbergen.